# Tithorea
Tithorea (griechisch Δημοτική Ενότητα Τιθορέας Dimotikí Enótita Tithoréas) ist einer von drei Gemeindebezirken der mittelgriechischen Gemeinde Amfiklia-Elatia.

## Geographie

### Geografische Lage
Tithorea liegt 150 km von Athen entfernt, nördlich des Parnass und südlich des Massivs des Kallidromo und nimmt somit eine wichtige zentrale Lage im Tal des Kifisos ein. Der höchste Gipfel des Parnass, der Liakoura (Lykoreia, 2455/2457 m), liegt im Süden des Gemeindegebiets. Die Ethniki Odos 3 verläuft am Ort vorbei im Tal des Kifisos. Mit 148,855 km² ist es der flächenkleinste Gemeindebezirk der Gemeinde. 

### Verwaltungsgliederung
Der Gemeindebezirk Tithoreaging ging im Rahmen der Verwaltungsreform 2011 aus der gleichnamigen seit 1997 bestehenden Gemeinde hervor. Er ist in den Stadtbezirk Kato Tithorea und vier Ortsgemeinschaften untergliedert.
| Stadtbezirk Ortsgemeinschaft | griechischer Name                       | Code     | Fläche (km²) | Einwohner 2001 | Einwohner 2011 | Dörfer und Siedlungen           |
| ---------------------------- | --------------------------------------- | -------- | ------------ | -------------- | -------------- | ------------------------------- |
| Kato Tithorea                | Δημοτική Κοινότητα Κάτω Τιθορέας        | 27020101 | 23,701       | 2770           | 1841           | Kato Tithorea                   |
| Agia Marina                  | Τοπική Κοινότητα Αγίας Μαρίνης Λοκρίδος | 27020102 | 24,827       | 0327           | 0230           | Agia Marina, Moni Agias Marinas |
| Agia Paraskevi               | Τοπική Κοινότητα Αγίας Παρασκευής       | 27020103 | 07,022       | 0251           | 0180           | Agia Paraskevi                  |
| Modi                         | Τοπική Κοινότητα Μοδίου                 | 27020104 | 37,295       | 0510           | 0317           | Modi, Moni Modiou               |
| Tithorea                     | Τοπική Κοινότητα Τιθορέας               | 27020105 | 56,010       | 0901           | 0630           | Tithorea, Moni Odigitrias       |
| Gesamt                       | Gesamt                                  | 270201   | 148,855      | 4759           | 3198           |                                 |

### Bevölkerungsgeografie
Mit 3198 Einwohnern im Jahr 2011 ist Tithorea der einwohnerärmste Bezirk der Gemeinde.

## Ortsteile

### Kato Tithorea
Kato Tithorea ist das wirtschaftliche und kulturelle Zentrum des Verwaltungszentrums. Der Bahnhof sorgt für die Verbindung nach Athen und bietet auch den Zugang zu den wichtigen Skigebieten des Parnass. Kato Tithorea ist auch Sitz der Verwaltungseinheit.

### Velitsa
Velitsa bietet viele Attraktionen. Zunächst gibt es im Ort viele alte Häuser, die antike Mauer und die traditionelle Wassermühle an der Schlucht von Kachala (φαράγγι του Καχάλα). In der Kapelle Ai Janni (Άη-Γιάννη) findet sich ein Mosaikboden aus dem 3./4. Jahrhundert und das Waldschutzgebiet (Αισθητικό δάσος Τιθορέας) ist in das Natura-2000-Programm aufgenommen. Zusätzlich gibt es noch die Kirchlein von Abba Zosima (Αββά Ζωσιμά), Agi arsali (Αγιαρσαλή) und Agios Georgios (Άγιος Γεώργιος) sowie die Höhle von Odysseas Androutsos (Οδυσσέας Ανδρούτσος).

### Modi
Auch Modi verfügt über eine ganze Reihe von archäologischen Überresten. Dazu gehören römische Bäder, ein Steinbruch sowie andere Denkmäler: ein Turm aus hellenistischer Zeit, das Avlaki (Αυλάκι) sowie die Kirchen Agios Athanasios (Άγιος Αθανάσιος) und Matamorfosis tou Sotiros (Μεταμόρφωσης του Σωτήρος – Verklärung des Erlösers).

### Agia Marina
Agia Marina ist bekannt für sein Kloster, welches bereits im ersten Jahrtausend erbaut wurde und sich um die Hänge des Parnass schmiegt. Dort gibt es auch sogenannte Gournes (Schüsseln - Dolinen).

### Agia Paraskivi
Zu den Sehenswürdigkeiten des Ortes gehören die alte Brücke von Magoula (Μαγούλας), die Überreste einer Keramikwerkstatt und die Kirche Agia Paraskivi (Αγίας Παρασκευής).

## Dienstleistungen und Vereine
In der Verwaltungseinheit gibt es eine ganze Anzahl von Dienstleistungen und auch einige Vereine, wie den Frauenverein (Σύλλογος Γυναικών), der jedes Jahr verschiedene Veranstaltungen durchführt. Außerdem wird dort die Zeitschrift Mathitiki Echo (Μαθητική Ηχώ) verlegt, die seit 1985 jedes Jahr von Schülern des Lyzeum (Γυμνασίου-Λυκείου Κ.Τ.) angefertigt wird. Im Jahr 2006 wurde die Rettungsmannschaft Elliniki Diasostiki Omada Parnassou (Ελληνική Διασωστική Ομάδα Παρνασσού) geschaffen, die ihren Sitz in Modi hat und die zum Schutz bei Naturkatastrophen dienen soll.

## Verkehr

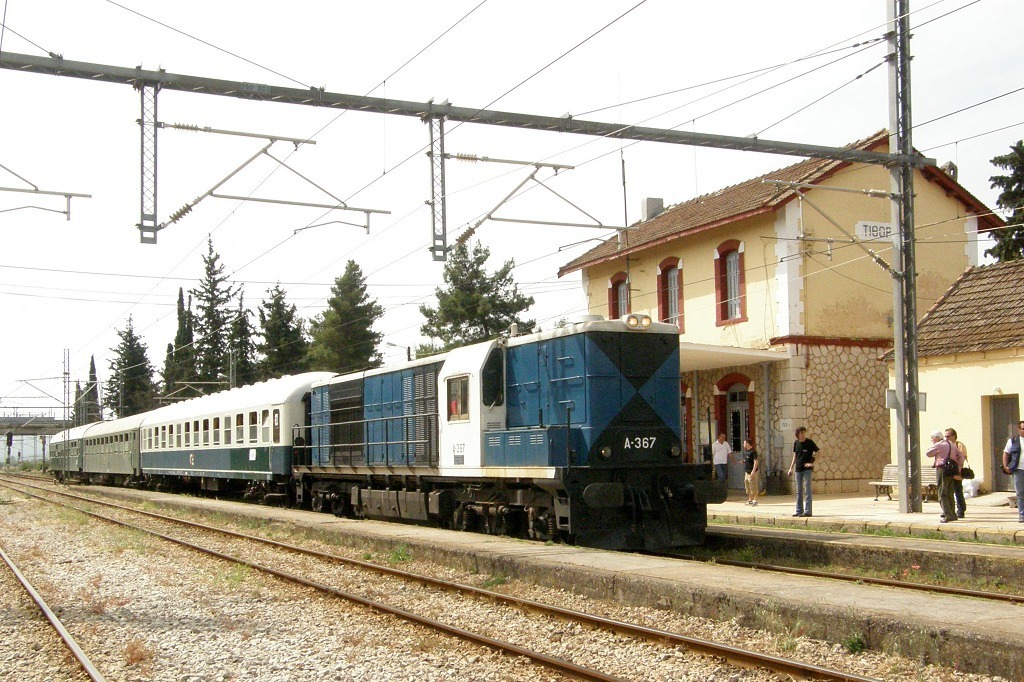
Bahnhof von Tithorea

Tithorea liegt an der alten Nationalstraße von Athen nach Lamia.
Es liegt weiter – mit eigenem Bahnhof – an der Bahnstrecke Piräus–Thessaloniki.

## Bekannte Personen
- Odysseas Androutsos (1788–1825), Freiheitskämpfer
- Ioannis Grivas (1923–2016), Politiker
- Dimitris Karaflas (1935–2010), Leichtathlet